# N (metro de Nueva York)
La N Broadway Express (línea N expresa Broadway) es un servicio del metro de la ciudad de Nueva York. Esta en color amarillo en los letreros (ya sea en la parte frontal y/o lateral - dependiendo de los equipos utilizados) y en los letreros de las estaciones y en el mapa del metro de Nueva York, ya que representa el color proveído por la línea Broadway que pasa sobre Manhattan.
El servicio N opera todo el tiempo desde Ditmars Boulevard en Astoria, Queens, hasta la avenida Stillwell en Coney Island, Brooklyn vía la línea Astoria, Broadway, y el puente de Manhatta hacia y desde Brooklyn. En Brooklyn, el servicio N opera vía la Cuarta Avenida y la línea Sea Beach.
Todo el tiempo excepto por las noches, el servicio N use el puente de Manhattan hacia y desde Brooklyn y opera como ruta expresa a lo largo del corredor de la Cuarta Avenida. En las altas horas de la noche, la N viaja sobre el Bajo Manhattan  y el túnel de la calle Montague haciendo todas las paradas, reemplazando al servicio R. En Manhattan, opera como ruta expresa entre la calle 34 y la calle Canal todo el tiempo excepto en altas horas de la noche y fines de semana.
En horas pico, el servicio N termina a la estación Calle 96 de la Línea de la Segunda Avenida.
La flota del servicio N consiste principalmente en vagones modelos R160.
Las siguientes líneas son usadas por el servicio N:
| Línea                                                               | Vías                          | Cuando                               |
| ------------------------------------------------------------------- | ----------------------------- | ------------------------------------ |
| Línea de la Segunda Avenida al norte de la calle 63                 | local                         | en horas pico                        |
| Línea Astoria (línea completa)                                      | local                         | excepto en horas picos               |
| Línea Broadway al norte de la calle 34                              | local                         | siempre                              |
| Línea Broadway desde la calle 34 hasta la calle Canal               | expreso (local en las noches) | siempre                              |
| Línea Broadway al sur de la calle Prince                            | local                         | solo en altas horas de la noche      |
| Puente de Manhattan (línea completa)                                | N/D                           | todo el tiempo pero solo en la noche |
| Línea de la Cuarta Avenida al norte de la calle Pacific             | N/D                           | solo en altas horas de la noche      |
| Línea de la Cuarta Avenida desde la calle Pacific hasta la calle 59 | expresa (local en las noches) | siempre                              |
| Línea Sea Beach (línea completa)                                    | local                         | siempre                              |

## Historia del servicio

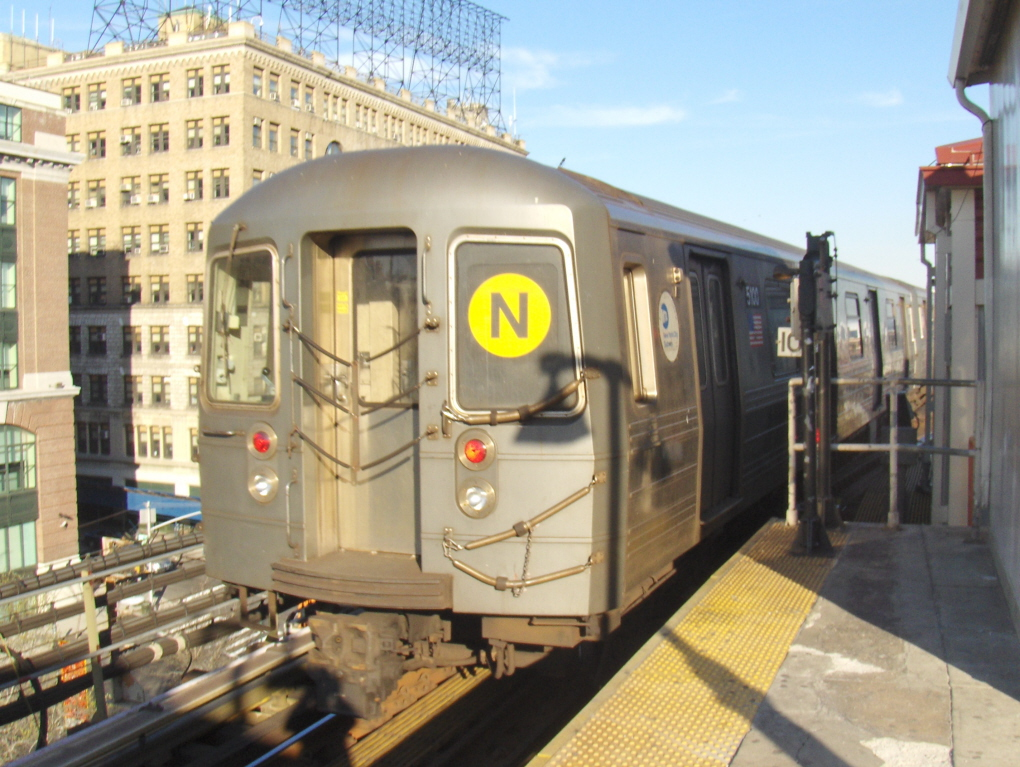
Un tren R68A del servicio N dejando la estación Queensboro Plaza.

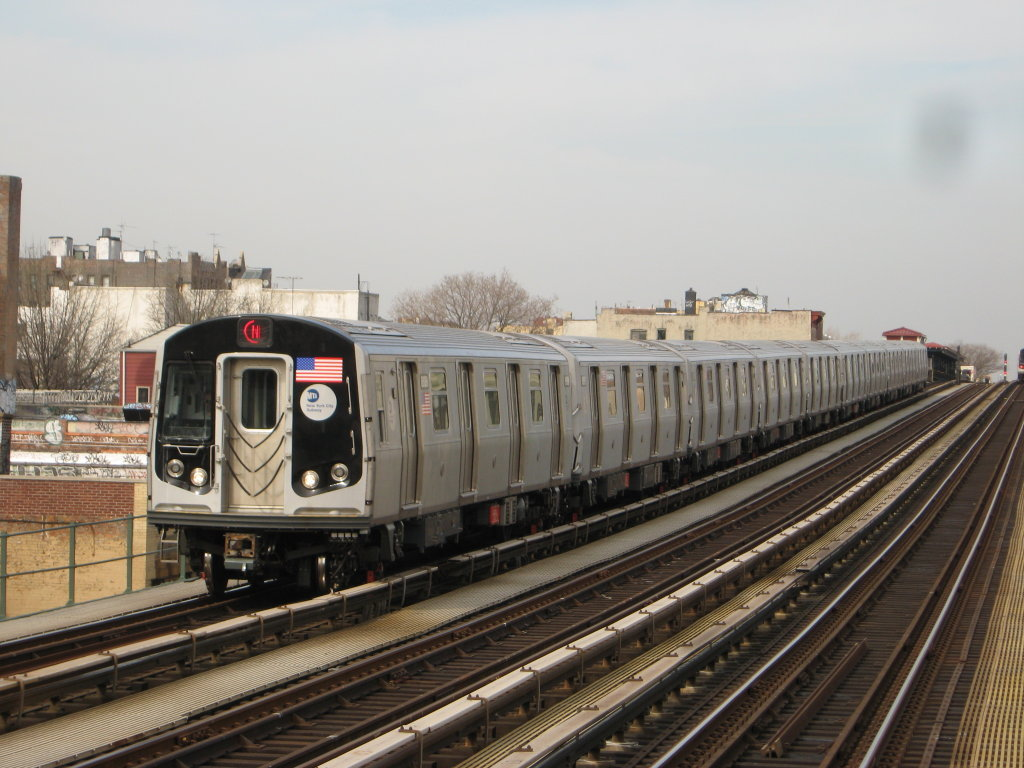
Un tren R160B del servicio N llegando a la 9.ª Avenida-Avenida Beebe.

La ruta en la cual ahora es el servicio N fue originalmente el servicio 4 BMT, conocida como la línea Sea Beach o Sea Beach Express.
- El 22 de junio de 1915, la actual línea Sea Beach abrió, reemplazando a una calle elevada que se desconectaba de la Quinta Avenida elevada con la antigua línea West End. Originalmente, usaba las vías del sur en el puente de Manhattan, en la que aquel entonces estaba conectada con la línea de la Calle Nassau.

- El 14 de septiembre de 1917, los trenes operaban entre la calle 14-Union Square hasta Coney Island-Avenida Stillwell, usando la lInea Broadway y las nuevas vías del norte del puente de Manhattan para entrar a Brooklyn.

- El 15 de enero de 1918, el servicio fue extendido hacia el Times Square-Calle 42.

- El 2 de mayo de 1957, el servicio fue extendido a las vías expresas del norte hasta la calle 57. Cuando las rutas de la división Sur BMT se les empezó a nombrar por letras en 1960, el servicio 4 se convirtió en la N, con una sola letra porque operaba como ruta expresa; y se le dio el color amarillo (en la que se mantuvo durante las revisiones de 1979).

- La designación azul claro NX fue usada por poco tiempo como un servicio "super-expreso" a lo largo de las vías expresas de la línea Sea Beach, empezando por varias estaciones al este de Coney Island en Brighton Beach, y también terminando en la calle 57. Este fue el único servicio proveído el 27 de noviembre de 1967[1] hasta el 12 de abril de 1968 debido a baja demanda de usuarios. Empezando el lunes, 15 de abril de 1968, En vez de seguir operando como el servicio NX empezaron a correr como el servicio N.[2]

- El 27 de agosto de 1976, el servicio N fue extendido al norte sobre la conexión del túnel de la calle 60 hasta la 71–Avenida Continental—Forest Hills, para reemplazar al servicio suspendido EE. Algunos trenes locales del N fueron hasta la calle Whitehall–South Ferry en el Bajo Manhattan hasta la avenida 71, en la que había sido la ruta E; otros se quedaron en la ruta del puente de Manhattan y simplemente fueron extendidos hacia la avenida 71.

- El 26 de abril de 1986, las vías norte del puente de Manhattan fueron cerradas para remodelaciones, y los servicios que habían usado las vías fueron movidos al extremo sur del puente. Esto causó que los trenes del servicio N fueran enviados al Bajo Manhattan y al túnel de la calle Montague, operando totalmente como ruta local, l, aunque por las mañanas, noches y fin de semanas los trenes siguieron usando las vías expresas del puente, terminando en la calle 57.

- En mayo de 1987, el servicio N intercambió de terminal con el servicio R. El servicio N cambio de terminal en la estación Ditmars Boulevard–Astoria, mientras que la del servicio R pasó a ser la de la 71a avenida. Estoy fue hecho debido a que el servicio R tenía un acceso directo a Jamaica Yard; previamente, el servicio R no tenía acceso directo ni siquiera en Jamaica Yard o Coney Island Yard, mientras que el servicio N si tenía directo a ambos lugares.

- En el otoño de 1990, el servicio completo en el puente de Manhattan fue parcialmente restaurado. El servicio expreso siguió operando todo el tiempo a excepción de las noches (todos los servicios paraban en la calle 49 debido al pesado uso). Este servicio fue brevemente interrumpido por el descubrimiento de una grieta en el puente.

- En 1994, el servicio N cambió a una ruta expresa en Brooklyn, desde la avenida Atlantic–Calle Pacific hasta la calle 59.

- Desde 1993 hasta 1995, la terminal del extremo sur del servicio N fue la calle 86 debido a la remodelación en Coney Island–Avenida Stillwell. El 3 de noviembre de 2001, se redujo otra vez para la fase final del proyecto de reconstrucción.

- Desde abril a noviembre de 1995, el extremo norte del puente de Manhattan fue cerrado durante los medio días y fines de semana. para permitir que el servicio de los trenes B se estacionaran en las vías expresas de la calle Pacific, durante los medio días el servicio expreso N en Brooklyn fue suspendido.

- Después de los Ataques del 11 de septiembre de 2001, el servicio N fue suspendido y reemplazado por el servicio W en Manhattany Queens y el servicio M en Brooklyn. El 28 de octubre, el servicio fue restaurado, pero la estación de la calle Cortlandt permaneció cerrada hasta el 15 de septiembre de 2002.

- El 8 de septiembre de 2002, el servicio N se convirtió en un servicio shuttle (servicio que opera solo desde una estación a otra) hacia la calle Pacific durante las noches y fines de semana, operando como ruta expresa en la línea de la Cuarta Avenida, cuando el servicio W fue extendido, fue la única línea sirviendo a la avenida Stillwell.

- El 22 de febrero de 2004, el trabajo de construcción que estaba en el puente de Manhattan finalmente había sido completado. Desde entonces, el servicio N había sido restaurado hacia el puente (vía la cuarta avenida expresa y el bypass de la avenida DeKalb). Durante los días de semana, el servicio opera como ruta expresa en la calle 34 en Manhattan y la calle 59 en Brooklyn, y como servicio local en todos lados. Durante los fines de semana, también hace paradas locales en Manhattan. Durante la noche, opera como ruta local a lo largo de toda la vía en el túnel de la calle Montague.

- El 29 de mayo de 2005, la nueva terminal de la avenida Stillwell fue completada, y el servicio N fue restaurado.

## Estaciones
Para una lista más detallada de las estaciones, vea las líneas del artículo de arriba.
| Leyenda de la estación de servicio                       | Leyenda de la estación de servicio                       |
| -------------------------------------------------------- | -------------------------------------------------------- |
| Hace paradas todo el tiempo                              | Paradas todo el tiempo                                   |
| Hace paradas todo el tiempo                              | Paradas todo el tiempo excepto a altas horas de la noche |
| Hace paradas sólo en la noche                            | Paradas sólo en la noche                                 |
| Hace paradas en las noches y días de semanas             | Paradas sólo en la noche y fin de semanas                |
| Hace paradas sólo los días de semana                     | Paradas en días de semana                                |
| Hace paradas sólo en horas pico                          | Paradas sólo en horas pico                               |
| Hace paradas en horas pico en direcciones congestionadas | Paradas horas pico o vías congestionadas                 |
| Estación cerrada                                         | Estación cerrada                                         |
| Detalles del periodo de tiempo                           |                                                          |

| Servicio N                                                     | Estaciones                          | Acceso para discapacitados | Transferencias | Conexiones                                                               |
| -------------------------------------------------------------- | ----------------------------------- | -------------------------- | --- | ------------------------------------------------------------------------ |
| Queens                                                         |                                     |                            | |                                                                          |
| Hace paradas todo el tiempo                                    | Astoria–Ditmars Boulevard           |                            | W |                                                                          |
| Hace paradas todo el tiempo                                    | Astoria Boulevard-Hoyt Avenue       |                            | W | Bus M60 hacia el Aeropuerto LaGuardia                                    |
| Hace paradas todo el tiempo                                    | 30th Avenue-Grand Avenue            |                            | W |                                                                          |
| Hace paradas todo el tiempo                                    | Broadway                            |                            | W |                                                                          |
| Hace paradas todo el tiempo                                    | 36th Avenue-Washington Avenue       |                            | W |                                                                          |
| Hace paradas todo el tiempo                                    | 39th Avenue-Beebe Avenue            |                            | W |                                                                          |
| Hace paradas todo el tiempo                                    | Queensboro Plaza                    |                            | W 7 <7> (IRT Flushing Line) |                                                                          |
| Manhattan                                                      |                                     |                            | |                                                                          |
| Hace paradas todo el tiempo                                    | Lexington Avenue-59th Street        |                            | R W 4 5 6 <6> (IRT Lexington Avenue Line) F Q (IND 63rd Street Line/Línea de la Segunda Avenida) en Lexington Avenue; Transferencia solo con la MetroCard) | Roosevelt Island Tramway                                                 |
| Hace paradas todo el tiempo                                    | 5th Avenue-59th Street              |                            | R W |                                                                          |
| Hace paradas todo el tiempo                                    | Midtown-57th Street/7th Avenue      |                            | Q R W |                                                                          |
| Hace paradas todo el tiempo                                    | 49th Street                         | ↑                          | R W | La estación tiene rampas para discapacitados solo en dirección norte     |
| Hace paradas todo el tiempo                                    | Times Square–42nd Street            | Acceso para discapacitados | Q R W 1 2 3 (IRT Broadway–Seventh Avenue Line) 7 <7> (IRT Flushing Line) A C E (IND Eighth Avenue Line en 42nd Street–Port Authority Bus Terminal)         | Port Authority Bus Terminal                                              |
| Hace paradas todo el tiempo                                    | 34th Street-Herald Square           | Acceso para discapacitados | Q R W B D F M (IND Sixth Avenue Line) | PATH en 33rd Street Amtrak, LIRR, NJ Transit en la estación Pennsylvania |
| Hace paradas en las noches y días de semanas                   | 28th Street                         |                            | R W |                                                                          |
| Hace paradas en las noches y días de semanas                   | 23rd Street                         |                            | R W |                                                                          |
| Hace paradas todo el tiempo                                    | 14th Street–Union Square            | Acceso para discapacitados | Q R W L (BMT Canarsie Line) 4 5 6 <6> (IRT Lexington Avenue Line)                                                                                          |                                                                          |
| Hace paradas en las noches y días de semanas                   | Eighth Street-New York University   |                            | R W |                                                                          |
| Hace paradas en las noches y días de semanas                   | Prince Street                       |                            | R W |                                                                          |
| trenes vía el Bajo Manhattan (servicio nocturno)               |                                     |                            | |                                                                          |
| Hace paradas sólo en la noche                                  | Canal Street                        |                            | R Q W 4 6 (IRT Lexington Avenue Line) J (BMT Nassau Street Line)                                                                                           |                                                                          |
| Hace paradas sólo en la noche                                  | City Hall                           |                            | R W |                                                                          |
| Hace paradas todo el tiempo                                    | Cortlandt Street-World Trade Center | Acceso para discapacitados | R W |                                                                          |
| Hace paradas sólo en la noche                                  | Rector Street                       |                            | R W |                                                                          |
| Hace paradas sólo en la noche                                  | Whitehall Street–South Ferry        |                            | R W 1 (IRT Broadway–Seventh Avenue Line) | Staten Island Ferry en South Ferry                                       |
| Brooklyn                                                       |                                     |                            | |                                                                          |
| Hace paradas sólo en la noche                                  | Court Street-Borough Hall           |                            | R 2 (IRT Broadway–Seventh Avenue Line) 4 (IRT Eastern Parkway Line)                                                                                        |                                                                          |
| Hace paradas sólo en la noche                                  | Jay Street–MetroTech                | Acceso para discapacitados | R A F |                                                                          |
| Hace paradas sólo en la noche                                  | DeKalb Avenue                       | Acceso para discapacitados | D Q R |                                                                          |
| trenes vía el puente de Manhattan (siempre pero en las noches) |                                     |                            | |                                                                          |
| Manhattan                                                      |                                     |                            | |                                                                          |
| Hace paradas todo el tiempo                                    | Canal Street                        |                            | Q R W 4 6 <6> (IRT Lexington Avenue Line) J Z (BMT Nassau Street Line)                                                                                     |                                                                          |
| trenes para entrar al Bajo Manhattan                           |                                     |                            | |                                                                          |
| Brooklyn                                                       |                                     |                            | |                                                                          |
| Hace paradas todo el tiempo                                    | Atlantic Avenue–Pacific Street      | Acceso para discapacitados | D R B Q (BMT Brighton Line) 2 3 4 5 (IRT Eastern Parkway Line)                                                                                             | LIRR Atlantic Branch en Flatbush Avenue                                  |
| Hace paradas sólo en la noche                                  | Union Street                        |                            | D R |                                                                          |
| Hace paradas sólo en la noche                                  | Ninth Street                        |                            | D R F (IND Culver Line en Fourth Avenue) |                                                                          |
| Hace paradas sólo en la noche                                  | Prospect Avenue                     |                            | D R |                                                                          |
| Hace paradas sólo en la noche                                  | 25th Street                         |                            | D R |                                                                          |
| Hace paradas todo el tiempo                                    | 36th Street-4th Avenue              |                            | D R |                                                                          |
| Hace paradas sólo en la noche                                  | 45th Street                         |                            | R |                                                                          |
| Hace paradas sólo en la noche                                  | 53rd Street                         |                            | R |                                                                          |
| Hace paradas todo el tiempo                                    | 59th Street                         |                            | R |                                                                          |
| Hace paradas todo el tiempo                                    | Eighth Avenue                       |                            | |                                                                          |
| Hace paradas todo el tiempo                                    | Fort Hamilton Parkway               |                            | |                                                                          |
| Hace paradas todo el tiempo                                    | New Utrecht Avenue-62nd Street      |                            | D (BMT West End Line en 62nd Street) |                                                                          |
| Hace paradas todo el tiempo                                    | 18th Avenue                         |                            | |                                                                          |
| Hace paradas todo el tiempo                                    | 20th Avenue                         |                            | |                                                                          |
| Hace paradas todo el tiempo                                    | Bay Parkway                         |                            | |                                                                          |
| Hace paradas todo el tiempo                                    | Kings Highway                       |                            | |                                                                          |
| Hace paradas todo el tiempo                                    | Avenue U                            |                            | |                                                                          |
| Hace paradas todo el tiempo                                    | Gravesand-86th Street               |                            | |                                                                          |
| Hace paradas todo el tiempo                                    | Coney Island–Stillwell Avenue       | Acceso para discapacitados | Q (BMT Brighton Line) F (BMT Culver Line) D (BMT West End Line)                                                                                            |                                                                          |